# Lugano (stad)

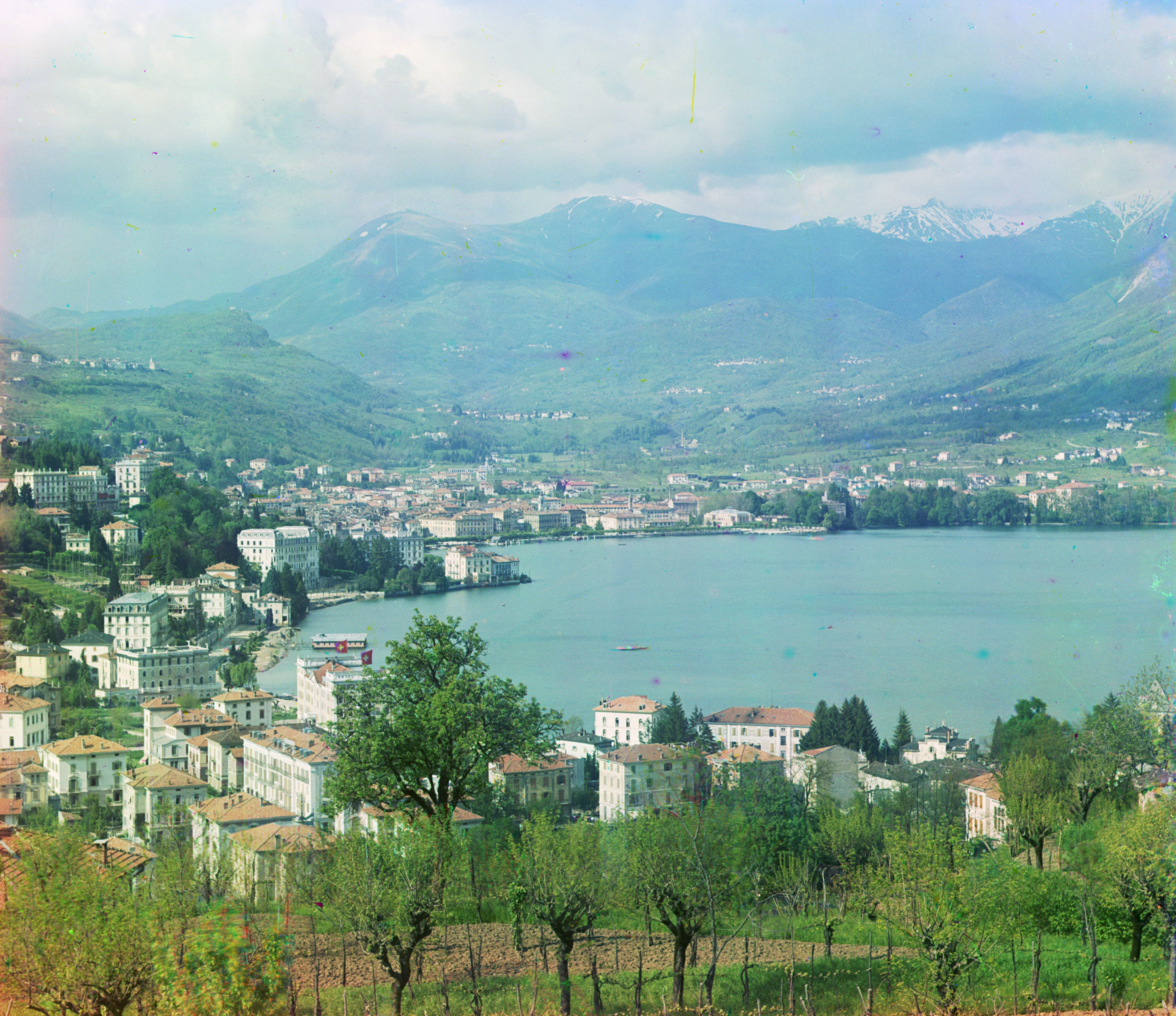
Foto door Prokudin-Gorskii van Lugano ca. 1905-10. Zicht op de voet van Monte San Salvatore

Lugano (Lombardisch: Lügàn, Duits (verouderd): Lauis, Reto-Romaans: Ligiaun) is de grootste stad van het Italiaanssprekende kanton Ticino in Zuid-Zwitserland. Verder is het de hoofdplaats van het district Lugano. Binnen dit district vormt (de gemeente) Lugano tevens een cirkel of kring.
De aan de zuidzijde van de Zwitserse Alpen liggende en aan weerszijden door Italië omgeven stad is duidelijk Italiaans van karakter, maar heeft de Zwitserse doelmatigheid. In de stad zelf wonen 65.000 mensen, in de agglomeratie ongeveer 140.000. Het grootste deel van de bevolking spreekt Italiaans en is rooms-katholiek. Burgemeester is Michele Foletti. Lugano heeft een eigen vliegveld, namelijk Lugano Airport.

## Ligging
De ligging in dit landschap met de omringende groene heuvels en de aan de stadsrand gelegen bergen Monte San Salvatore (912 meter) en de iets hogere Monte Brè (923 meter) hebben internationale bezoekers ertoe geïnspireerd Lugano het Europese Rio de Janeiro te noemen.
Lugano is makkelijk te bereiken. Het is gelegen aan de A2 (de 'Gotthardroute') van Zwitserland, de belangrijkste noord-zuid verbinding van het land. Behalve deze autosnelweg, die van Bazel naar Chiasso loopt, zijn er regionale wegen die het gebied ontsluiten. Zo is er dwars door het centrum van de stad een doorgaande route naar Italië. Deze route loopt via het grensplaatsje Gandria richting het Comomeer. Lugano Airport ligt nabij het dorp Agno, op zo'n vier kilometer ten westen van de stad. Tussen 1954 en 2001 werd de stad bediend door een trolleybus.

### Meer van Lugano
Lugano ligt aan het Meer van Lugano, in het Italiaans Ceresio of Lago di Lugano. Het meer ligt tussen het Lago Maggiore en het Comomeer in. Het meer is kleiner dan de twee laatstgenoemde meren, maar doet er qua grandeur niet voor onder.
Vanuit de stad kan men wandelingen rond het meer maken en er boottochten op maken, bijvoorbeeld door Italië te bezoeken door naar het westelijke of oostelijke punt te varen. Daarnaast zijn er pittoreske plaatsen rond het meer, zoals Gandria.
's Avonds wordt de oever van het meer verlicht, wat een feeërieke indruk geeft. Diverse restaurants grenzen met hun terras direct aan het water.

## Geschiedenis
De eerste sporen van Lugano stammen uit de tijd van de Etrusken, de Galliërs en de Romeinen. In de middeleeuwen werd er door de bisdommen van Como en Milaan om dit gebied gevochten. Vanaf de 16de eeuw werden Lugano en Ticino geregeerd door een baljuw. De Franse Revolutie en in het bijzonder de bevrijdingsdag van 1798, waaraan het 'Vrijwilligerscorps' nog steeds de herinnering levend houdt, hebben geleid tot de onafhankelijkheid binnen de Zwitserse Confederatie in 1803.
Op 20 april 2008 werden de gemeenten en Barbengo, Carabbia en Villa Luganese opgenomen in Lugano. Op 14 april 2012 volgden de gemeenten Bogno, Cadro, Carona, Certara, Cimadera, Sonvico en Valcolla.

## Bezienswaardigheden
Bezienswaardigheden in Lugano zijn de 13e-eeuwse kathedraal die is gewijd aan Laurentius van Rome en de kloosterkerk Santa Maria degli Angeli, waarvan de bouw begon in 1499. In de kloosterkerk zijn fresco's van Bernardino Luini aanwezig.

### Centrum
Ook het autovrije centrum en het Via Nassa kennen enige internationale bekendheid. Het Palazzo dei Congressi is het centrum voor zakenlieden. Eveneens is er sinds 2001 een beroemd casino in Lugano. Op de plek van dit casino stond tot 2001 het beroemde Teatro Kursaal waar de bakermat lag van het Eurovisiesongfestival. Hier werd in 1956 de allereerste editie van dit festival gehouden. Verder herbergt de stad elf musea. In het centrum bevinden zich veel hotels en restaurants. Met de Freccia Rossa kan men een reis van een half uur door de stad maken. Vanaf de twee 'huisbergen' Monte Brè (noordoostzijde) en Monte San Salvatore (zuidzijde) heeft men een mooi uitzicht over Lugano.

## Economie
Lugano is een rijke stad, met veel koopkracht en heeft de grootste afzetmarkt van Italiaanssprekend Zwitserland. Tevens is Lugano het op twee na belangrijkste financiële centrum van het land, na Zürich en Genève. Lugano heeft vooral Italiaanstalige klanten, zoals Zürich vooral Duitstalige klanten heeft en Genève vooral Franssprekenden. Ook trekken er steeds meer beroemdheden en succesvolle personen naar de stad.

## Onderwijs en wetenschap
Lugano is, naast Mendrisio, de voornaamste vestigingsplaats van de Università della Svizzera italiana, een openbare Italiaanstalige universiteit. Andere onderwijs- en onderzoeksinstellingen die in of nabij Lugano zijn gevestigd zijn
- Swiss National Supercomputing Centre (CSCS), het Zwitserse nationale rekencentrum, dat supercomputer-faciliteiten biedt voor onderzoeksdoeleinden in heel Zwitserland
- IDSIA, het Zwitserse instituut voor artificiële intelligentie
- Franklin College Switzerland
- The American School In Switzerland (gevestigd in Montagnola, nabij Lugano)

## Sport

### Voetbalclub FC Lugano
Lugano telt één professionele voetbalclub, FC Lugano, opgericht in 1908. In april 2003 ging de club failliet. De club werd hetzelfde jaar heropgericht onder de naam AC Lugano (Associazione Calcio Lugano). In 2008 kreeg de club zijn oude naam FC Lugano terug. De club komt sedert seizoen 2015/2016 uit in de Super League, het hoogste niveau in Zwitserland. De club speelt in het Stadio Cornaredo dat 15.000 zitplaatsen telt. FC Lugano heeft drie Zwitserse titels gewonnen, alle drie in de eerste helft van de 20e eeuw.

### Basketbalclub BC Lugano Tigers
Basketbalclub Lugano Tigers speelt op het hoogste basketbalniveau van Zwitserland en werd meermaals landskampioen. Hun thuisbasis is het Elvetico stadion.

### IJshockeyclub HC Lugano
HC Lugano is een succesvolle ijshockeyclub uit de stad, opgericht in 1941. De club komt uit in de hoogste ijshockeydivisie van Zwitserland. De club is een van de beste van Zwitserland want de mannen waren in 2006 Zwitsers kampioen en de vrouwen in 2006 en 2007. Ze spelen in het Pista La Resega met 7.800 zitplaatsen.

### Tennis
Elk jaar wordt er in juni een tennistoernooi in Lugano gehouden, het Challenger Lugano Er worden alleen enkelwedstrijden voor mannen gespeeld. Winnaar van de editie van 2007 was de Oostenrijker Vince Eschauer. Hij versloeg in drie sets Jiří Vaněk uit Tsjechië.

### Stadio di Cornaredo
Het Stadio di Cornaredo is het grootste stadion in Lugano. Er is tegenwoordig plaats voor 15.000 mensen. Het is de thuisbasis van FC Lugano. Het stadion werd ook gebruikt toen Lugano in 1954 speelstad was voor het WK voetbal. Rond het voetbalveld ligt een sintelbaan die tijdens atletiekwedstrijden wordt gebruikt en die buiten officiële wedstrijd en trainingsuren kosteloos gebruikt kan worden door (recreatieve) hardlopers. Naast het stadion liggen drie kleine trainingsvelden en één kleine. Ook zijn er twee kunstgrasvelden: een voor hockey en een voor voetbal. Daarnaast is er ook een skatepark bij het stadion.

### Mountainbike
Lugano was in 2003 gastheer van de Wereldkampioenschappen mountainbike.

### Wielrennen
De stad is sinds 1981 jaarlijks het decor van de eendaagse wielerwedstrijd genaamd Gran Premio Città di Lugano. De eerste editie werd gewonnen door de Zwitser Josef Fuchs. In 2013 zag de organisatie zich gedwongen de wedstrijd af te gelasten vanwege hevige sneeuwval.
In 1996 werden de wereldkampioenschappen wielrennen in Lugano georganiseerd. In de wegrit bij de mannen won de Belg Johan Museeuw de wereldtitel door de Zwitserse thuisrijder Mauro Gianetti in een sprint met twee te kloppen.

## Bekende inwoners van Lugano

### Geboren
- Antonio Chiattone (1856-1904), beeldhouwer
- Carolina Maraini-Sommaruga (1869-1959), filantrope
- Elsa Franconi-Poretti (1895-1995), journaliste en politica
- Elsie Attenhofer (1909-1999), actrice
- Lauro Amadò (1912-1971), voetballer
- Mario Comensoli (1922), kunstschilder
- Chiara Banchini (1946), violiste en dirigente
- Loris Kessel (1950), coureur
- Fulvio Pelli (1951), politicus
- Mattia Bonetti (1952), fotograaf en grafisch ontwerper
- Claudio Sulser (1955), voetballer
- Katharina Böhm (1964), actrice
- Paolo Quirici (1967), golfer
- Antonio Esposito (1972), voetballer
- Marco Chiesa (1974), politicus
- Paolo Meneguzzi (1976), zanger
- Rubens Bertogliati (1979), wielrenner
- Fabrice Ehret (1979), voetballer
- Beatrice Lundmark (1980), Italiaans-Zwitsers atlete
- Alberto Regazzoni (1983), voetballer
- Donny Gorter (1988), Nederlands voetballer
- Mario Gavranović (1989), voetballer
- Xian Emmers (1999), Belgisch voetballer

### Overleden
- Antonio Chiattone (1856-1904), beeldhouwer
- Angelica Cioccari-Solichon (1827-1912), pedagoge en onderwijzeres
- Ines Bolla (1886-1953), feministe
- Ferruccio Bolla (1911-1984), rechter, redacteur, bestuurder en politicus[1]
- Elsa Franconi-Poretti (1895-1995), journaliste en politica
- Alma Bacciarini (1921-2007), onderwijzeres, feministe en politica
- Eugénie Mousny (1911-2011), radiopresentatrice

## Galerij

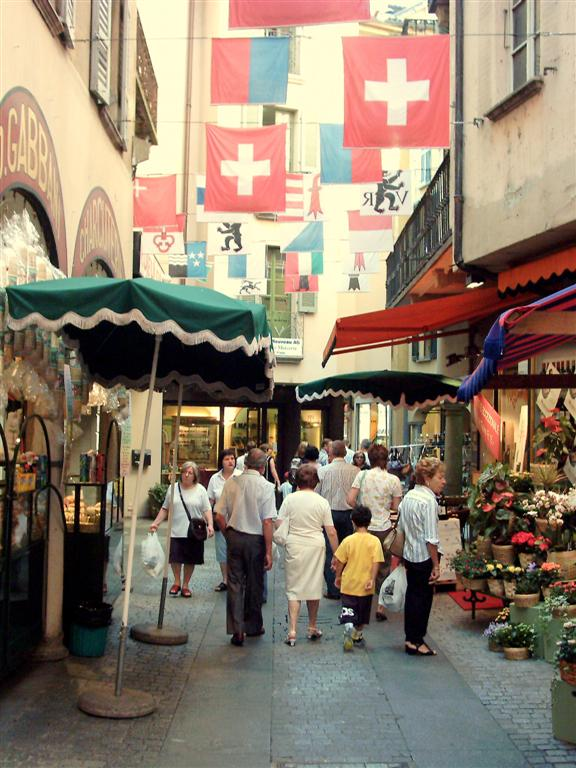
Winkelstraat
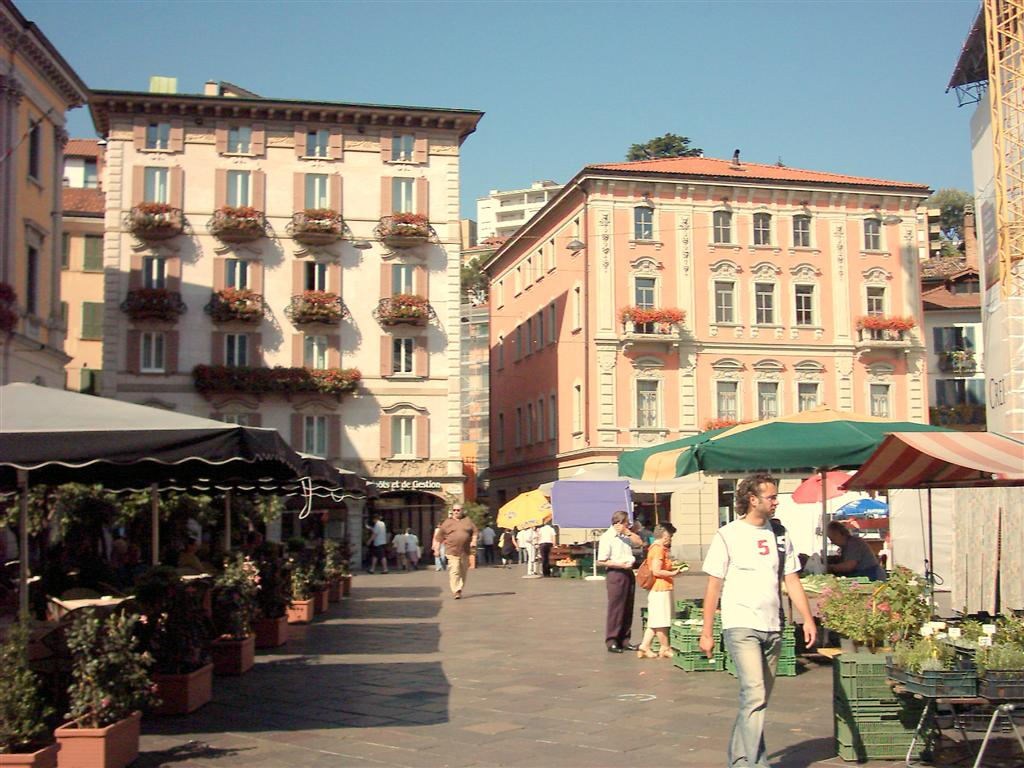
Marktplaats "Piazza della Riforma"
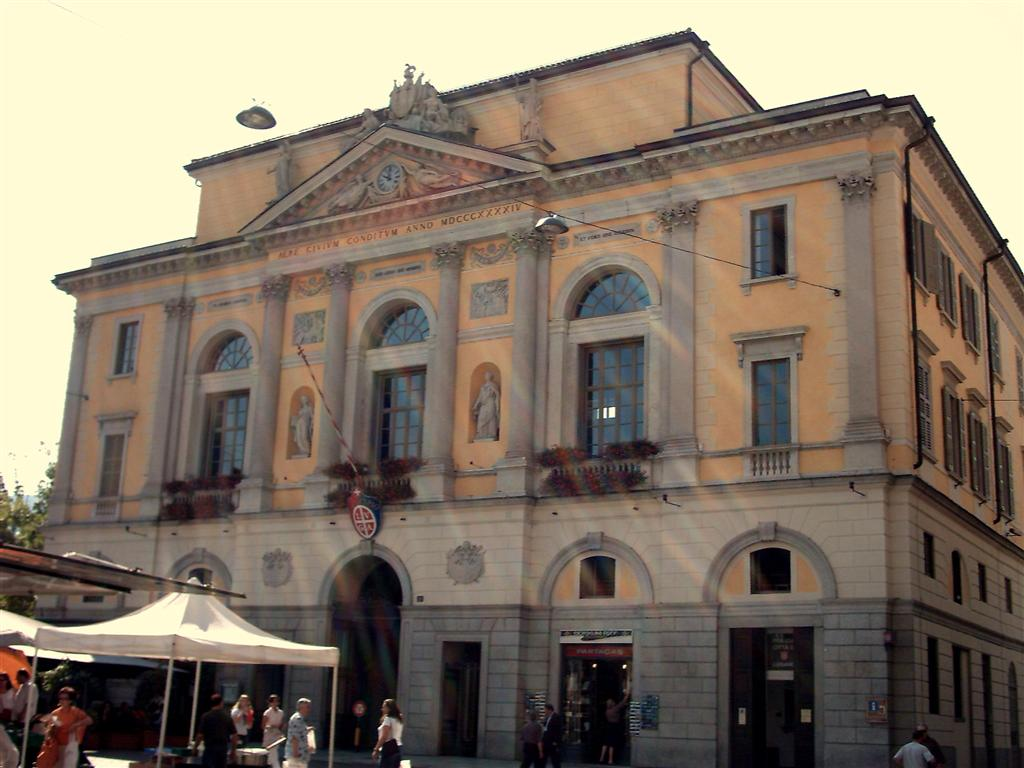
Gemeentehuis
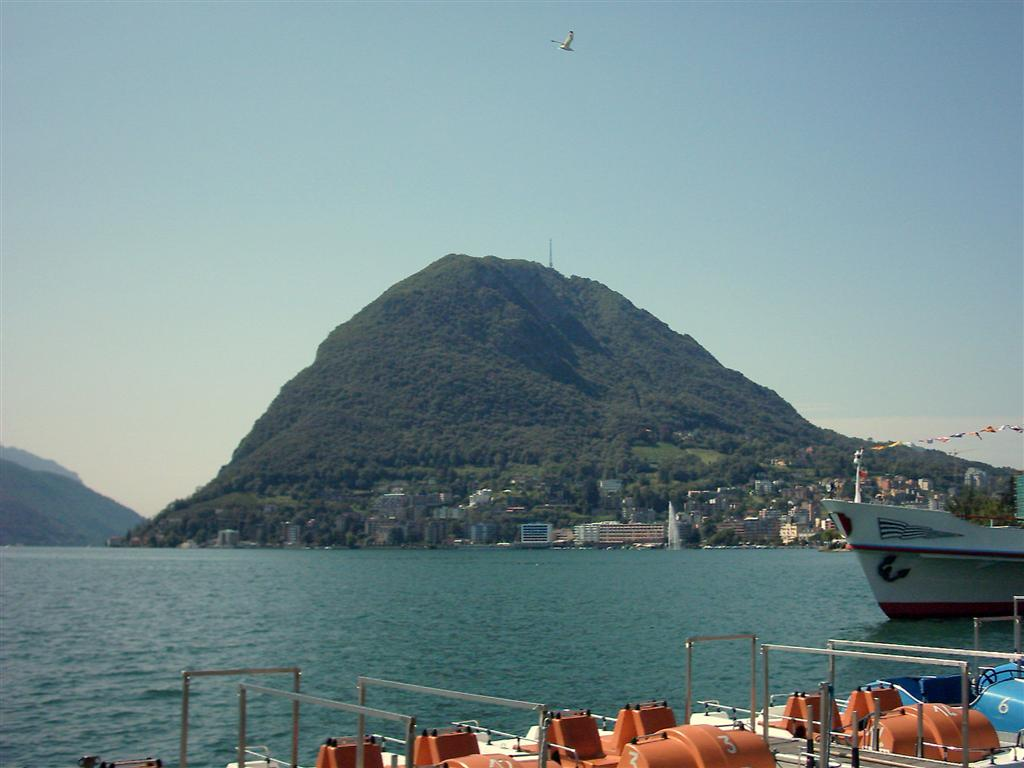
Monte San Salvatore gezien vanuit Lugano
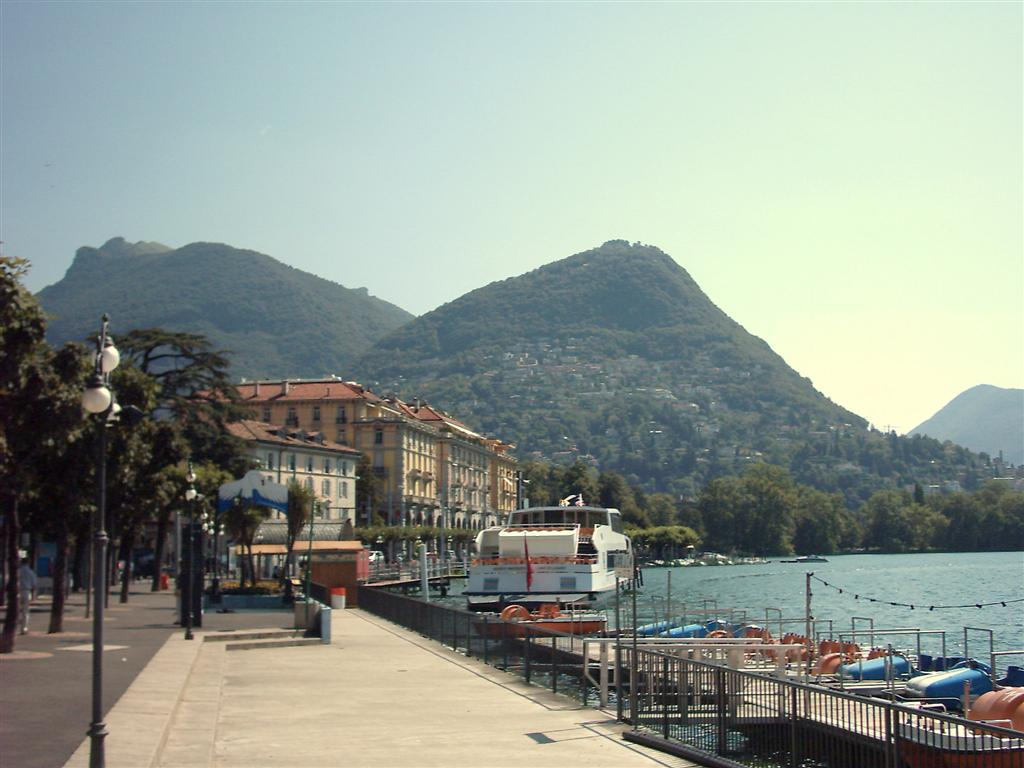
Meerkade
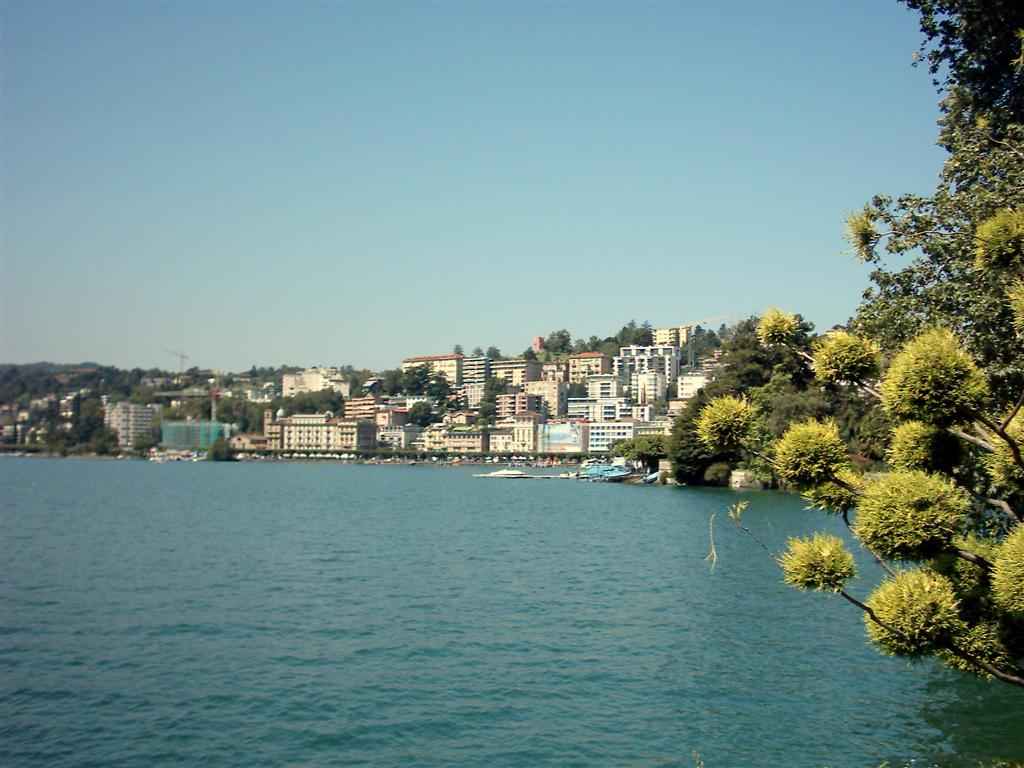
Lugano gezien van het park "Parco Ciani" (uitspraak: "Paarko Tsjanie")